# Valaneío
Valaneío (Valaneio) är en ort i Grekland.   Den ligger i prefekturen Nomós Kerkýras och regionen Joniska öarna, i den västra delen av landet, 400 km nordväst om huvudstaden Aten. Valaneío ligger 254 meter över havet och antalet invånare är 224. Den ligger på ön Korfu.
Terrängen runt Valaneío är kuperad åt sydost, men åt nordväst är den platt. Närmaste större samhälle är Korfu, 18,7 km sydost om Valaneío. 